# Декемгаре
Декемгаре, Декемхаре (тигр. ደቀምሓረ) — місто в Еритреї, у регіоні Дебуб. Адміністративний центр однойменного округу.

## Географія
Місто розташоване на висоті 1979 метрів над рівнем моря.

### Клімат
Місто знаходиться у зоні, котра характеризується кліматом помірних степів та напівпустель. Найтепліший місяць — червень із середньою температурою 21 °C (69.8 °F). Найхолодніший місяць — січень, із середньою температурою 16.1 °С (61 °F).
| Клімат Декемгаре        | Клімат Декемгаре | Клімат Декемгаре | Клімат Декемгаре | Клімат Декемгаре | Клімат Декемгаре | Клімат Декемгаре | Клімат Декемгаре | Клімат Декемгаре | Клімат Декемгаре | Клімат Декемгаре | Клімат Декемгаре | Клімат Декемгаре | Клімат Декемгаре |
| Показник                | Січ.             | Лют.             | Бер.             | Квіт.            | Трав.            | Черв.            | Лип.             | Серп.            | Вер.             | Жовт.            | Лист.            | Груд.            | Рік              |
| Середня температура, °C | 16,1             | 16,9             | 18,7             | 19,6             | 20,5             | 21               | 19,8             | 19,5             | 19,2             | 18,2             | 17               | 16,1             | 18,6             |
| Норма опадів, мм        | 10.2             | 12.1             | 20.4             | 29.2             | 33.7             | 32.5             | 146.6            | 132.5            | 22.8             | 12.4             | 23.7             | 12.8             | 488.9            |
| Днів з опадами          | 2,5              | 2,4              | 2,8              | 4                | 5,5              | 6                | 7,2              | 8,4              | 5,5              | 3,5              | 2,2              | 2,1              | 52,1             |
| Вологість повітря, %    | 58.1             | 53.2             | 51.2             | 52.9             | 51.7             | 49.8             | 70.7             | 74.4             | 59.9             | 63.3             | 65.6             | 63               | 59.5             |
| ----------------------- | ---------------- | ---------------- | ---------------- | ---------------- | ---------------- | ---------------- | ---------------- | ---------------- | ---------------- | ---------------- | ---------------- | ---------------- | ---------------- |
| Джерело: Weatherbase    |                  |                  |                  |                  |                  |                  |                  |                  |                  |                  |                  |                  |                  |